# Mauro Lepori
Mauro-Giuseppe Lepori O.Cist. (Lugano, 18 de marzo de 1959) es un presbítero suizo, actual abad general de la Orden Cisterciense.

## Biografía
Nació en Lugano (Suiza), no obstante se crio en la ciudad suiza de Canobbio. 
Estudió filosofía y teología en la Universidad de Friburgo. 
En 1984 ingresó en la abadía cisterciense de Hauterive, dependiente de la abadía territorial de Wettingen-Mehrerau. 
El 17 de mayo de 1986 realizó los votos temporales y en 1989 los solemnes. 
Tras ordenarse sacerdote el 10 de junio de 1990, Lepori recibió el cargo de maestro de novicios. 
El 16 de mayo de 1994, fue elegido como 59º Abad de Hauterive, recibiendo la bendición abacial el 29 de junio de 1994. 
El 2 de septiembre de 2010, durante el Capítulo General de la Orden que se celebró en Rocca del Papa, fue elegido Abad General de la Orden del Cister.

## Obras
En italiano
- Lepori, Mauro (2002), El amado presente, Italia: Marietti Editore, ISBN 88-211-6326-1.
- El Misterio es pascual. Marietti 2006, ISBN 88-211-6345-8.
- Estuvo invitado también Jesús. Cantagalli 2006, ISBN 88-8272-269-4.
- Sorprendido de la gratuidad. Cantagalli 2007, ISBN 978-88-8272-321-7.
- La vida se ha manifestado. Marietti 2008, ISBN 978-88-211-6934-2.
- Estuvo invitado también Jesús. Conversaciones sobre la vocación familiar. Cantagalli 2010, ISBN 978-88-827-2269-2.
- Simón, llamado Pedro: Tras los pasos de un hombre que sigue a Dios. Cantagalli 2015, ISBN 978-88-687-9103-2.
- ¿Se vive sólo para morir? Cantagalli 2016, ISBN 978-88-6879-377-7.
- Adherirse a Cristo Cantagalli, 2015
- Seguir a Cristo Cantagalli 2015
- Irradiar a Cristo Cantagalli 2017
- Enamorarse de Cristo Cantagalli 2017

En alemán
- Simon Petrus. Paulusverlag Fribourg 2008, ISBN 978-3-7228-0755-3.
- Simon Petrus. Paulusverlag Fribourg 2009, ISBN 978-3-7228-0753-9.
- Von der Freude, sich Gott zu nähern: Beiträge zur cisterciensischen Spiritualität. Be&Be-Verlag 2010, ISBN 978-3-902694-11-9, zusammen mit Wolfgang Buchmüller (Herausgeber) und anderen